# Pýcha a předsudek (seriál, 1995)
Pýcha a předsudek je britský šestidílný televizní seriál natočený v letech 1994 až 1995 režisérem Simon Langtonem na motivy stejnojmenné knižní předlohy britské spisovatelky Jane Austenové. Premiérový díl tohoto seriálu byl na BBC One odvysílán 24. září 1995 a poslední 29. října téhož roku. Děj seriálu, který je věrný své knižní předloze, se odehrává v Anglii na přelomku 18. a 19. století. Hlavní postavy celého příběhu, Elizabeth Bennetovou a pana Darcyho v seriálu ztvárnili herci Jennifer Ehle a Colin Firth.

## Děj
Příběh sleduje osudy středostavovské rodiny Bennetových žijících na panství Longbourn v Hertfordshire. Paní Bennetová se snaží všechny své dcery rychle a dobře provdat, neboť se obává, že po smrti jejího manžela, kdy značná část jejich majetku připadne dědici pana Benneta, jeho synovci panu Collinsovi, bude již nemožné získat pro její dcery se zbývajícím malým věnem jakékoliv manžely. Na jednom z místních plesů se nejstarší z pěti Bennetových sester, krásná Jane, zamiluje do mladého a zámožného pana Bingleyho, který se krátce předtím přistěhoval na blízké panství Netherfield. Druhá nejstarší ze sester, Elizabeth se zde zároveň seznámí s ještě bohatějším Bingleyho přítelem, panem Darcym, který však působí arogantně a odměřeně. Elizabetiny antipatie k panu Darcymu ještě vzrostou poté, co se seznámí s důstojníkem, pohledným panem Wickhamem, který jí vypráví o údajné křivdě, které se na něm měl pan Darcy v minulosti dopustit. Darcy nečekaně vyjeví Elizabeth svou lásku, avšak ta jej odmítá, neboť jej kromě jeho povýšenosti viní i z toho, že odradil pana Bingleyho od sňatku s Jane a z nespravedlnosti, jež měl spáchat na panu Wickhamovi. Proti nerovnému vztahu pana Darcyho a Elizabeth Bennetové navíc vystupují i sestra pana Bingleyho, Caroline Bingleyová, která se sama snaží získat jeho přízeň a Darcyho bohatá a vlivná teta, hraběnka Catherine de Bourgh, která má zájem na svatbě svého synovce se svou dcerou.

Nakonec však vyjde najevo, že George Wickham, který později uteče do Londýna s nejmladší z Bennetových sester, Lydií, Elizabeth o svém vztahu s panem Darcym lhal. Zamlčel, že se kdysi pokusil uprchnout s Darcyho mladší sestrou a jako chráněnec Darcyho otce na něm neoprávněně vymáhal značnou sumu peněz. Poté, co štědrý Darcy zaplatí Wickhamovi dluhy, se Wickham ožení s naivní Lydií Bennetovou. Elizabethu tento Darcyho krok definitivně přesvědčí o jeho povaze a vztahu k ní a v závěru tak dojde ke svatbě Elizabeth s panem Darcym a rovněž Jane s panem Bingleym.

## Obsazení

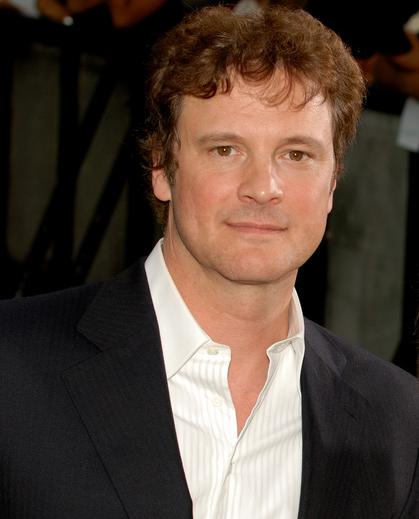
Britský herec Colin Firth, seriálový představitel pana Darcyho

| Elizabeth Bennetová        | Jennifer Ehle         |
| pan Fitzwilliam Darcy      | Colin Firth           |
| Jane Bennetová             | Susannah Harker       |
| Lydia Bennetová            | Julia Sawalha         |
| paní Bennetová             | Alison Steadman       |
| pan Bennet                 | Benjamin Whitrow      |
| pan Charles Bingley        | Crispin Bonham-Carter |
| Kitty Bennetová            | Polly Maberly         |
| Mary Bennetová             | Lucy Briers           |
| slečna Caroline Bingleyová | Anna Chancellor       |
| pan George Wickham         | Adrian Lukis          |
| Charlotte Lucasová         | Lucy Scott            |
| pan Collins                | David Bamber          |

## Natáčení
Jako dům rodiny Bennetových posloužilo tvůrcům seriálu sídlo Luckington Court ve vsi Luckington nacházející se v hrabství Wiltshire. Exteriérové scény odehrávají se v Merytonu byly natáčeny v nedaleké vsi Lacock. Pro natočení venkovních scén v Darcyho panství Pemberley byl vybrán Lyme Park House nacházející se Cheshire. K natáčení interiérových scén odehrávajících se v zámku v Pemberley pak posloužil honosný Sudbury Hall v Sudbury v Derbyshire. Rosings, sídlo hraběnky de Bourgh představoval Belton House stojící v Lincolnshire.

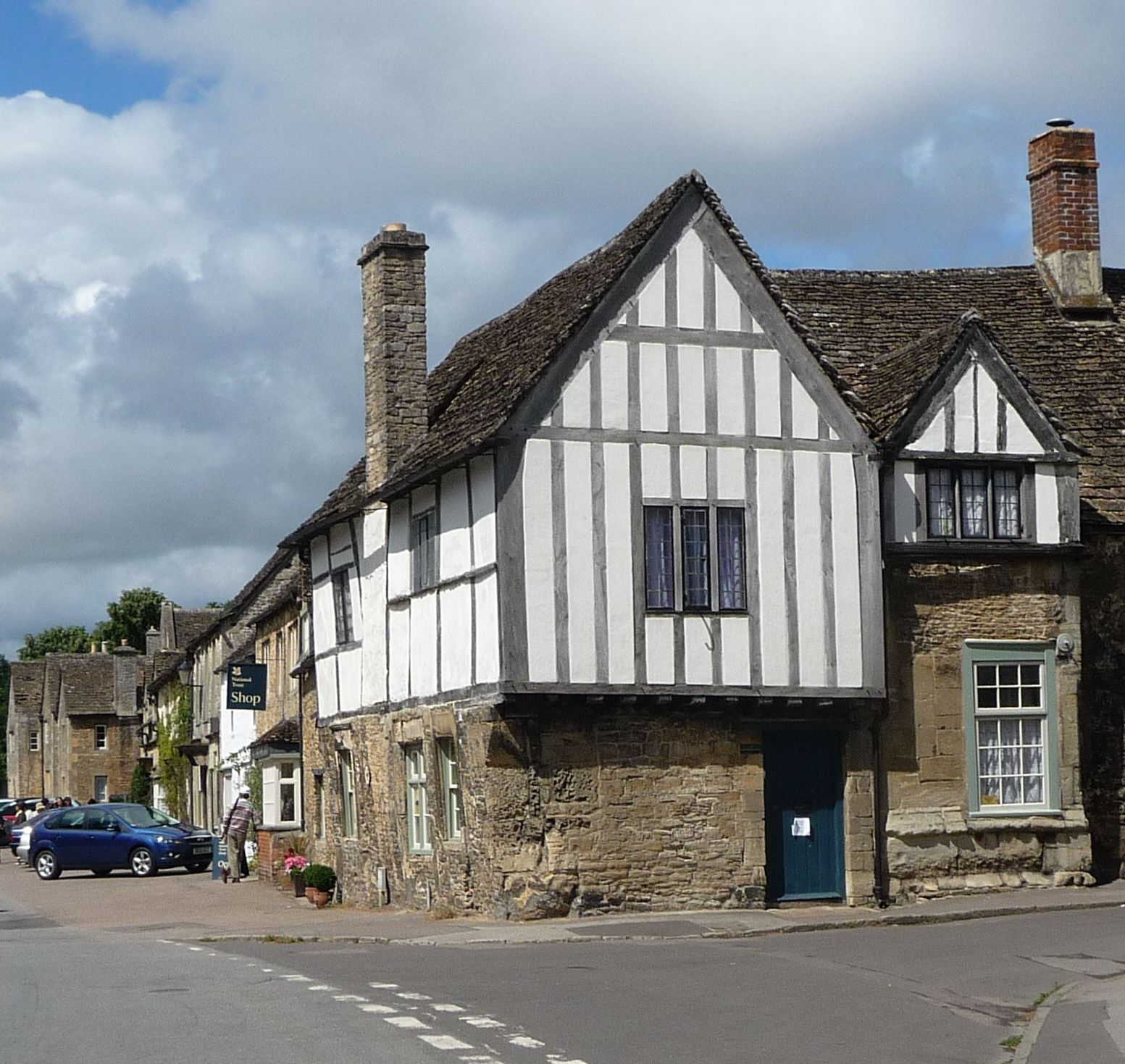
Ulice ve vsenici Lacock
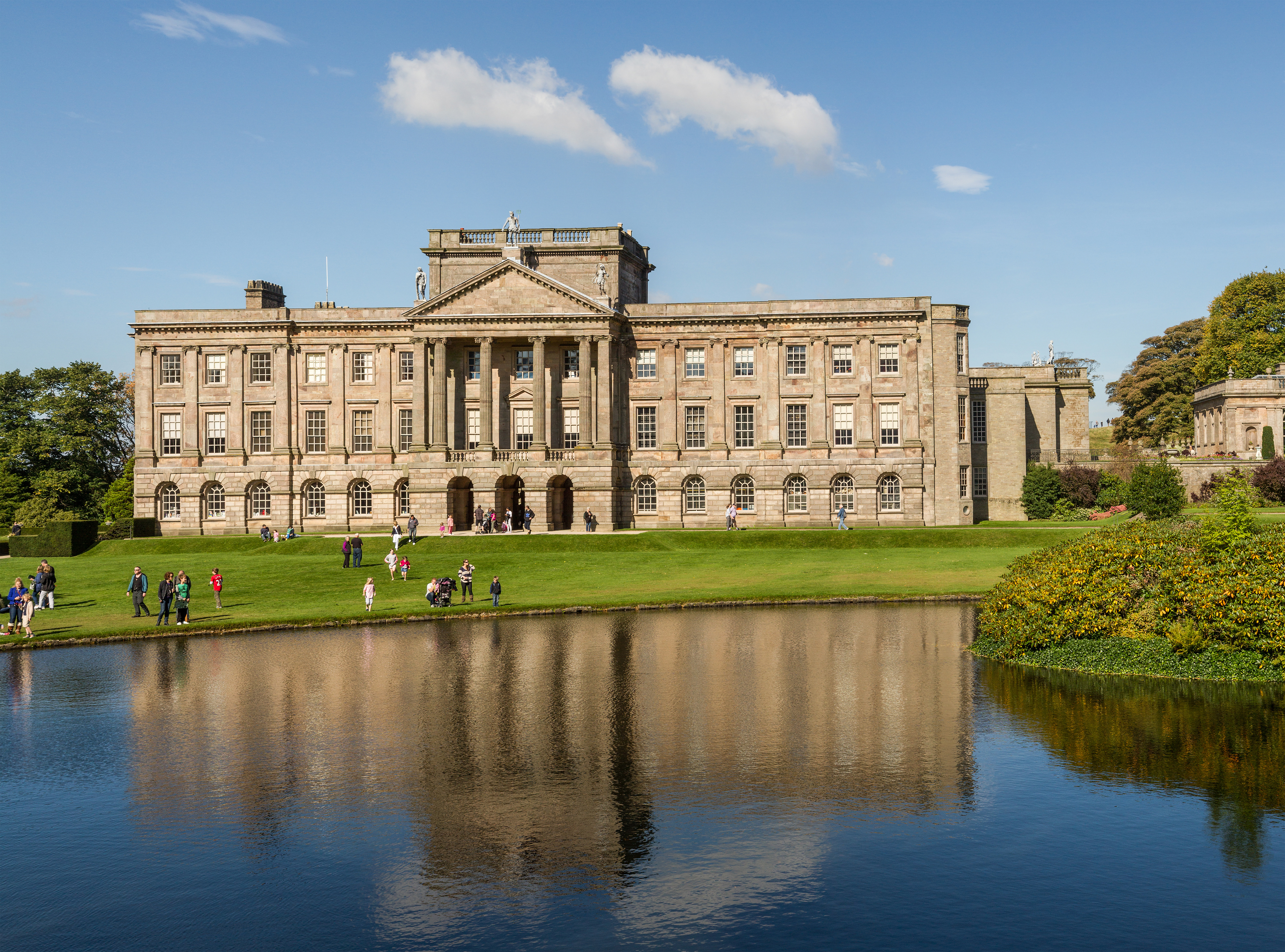
Pohled na jižní fasádu Lyme Park house
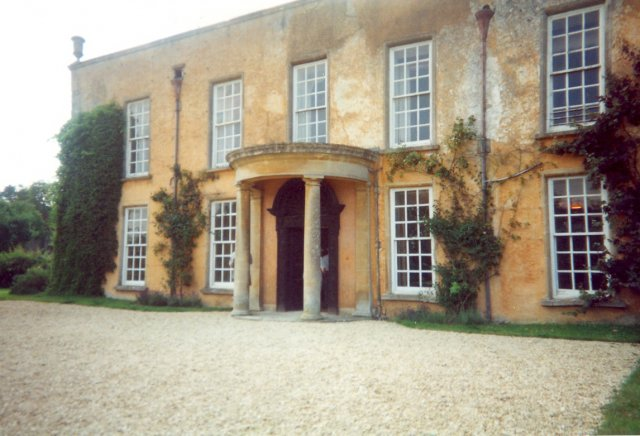
Luckington Court
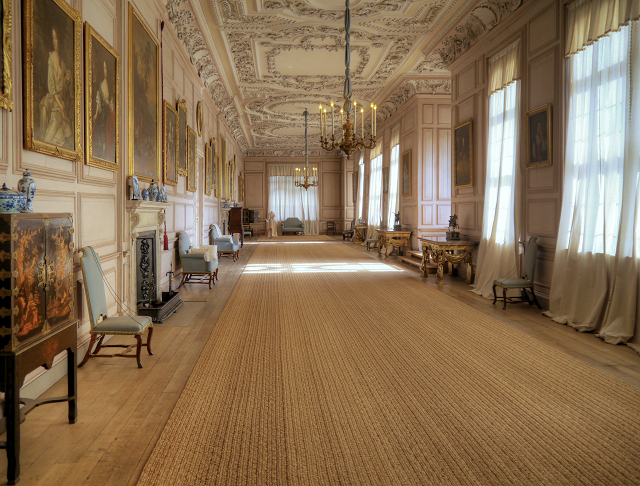
Interiér Sudbury Hall
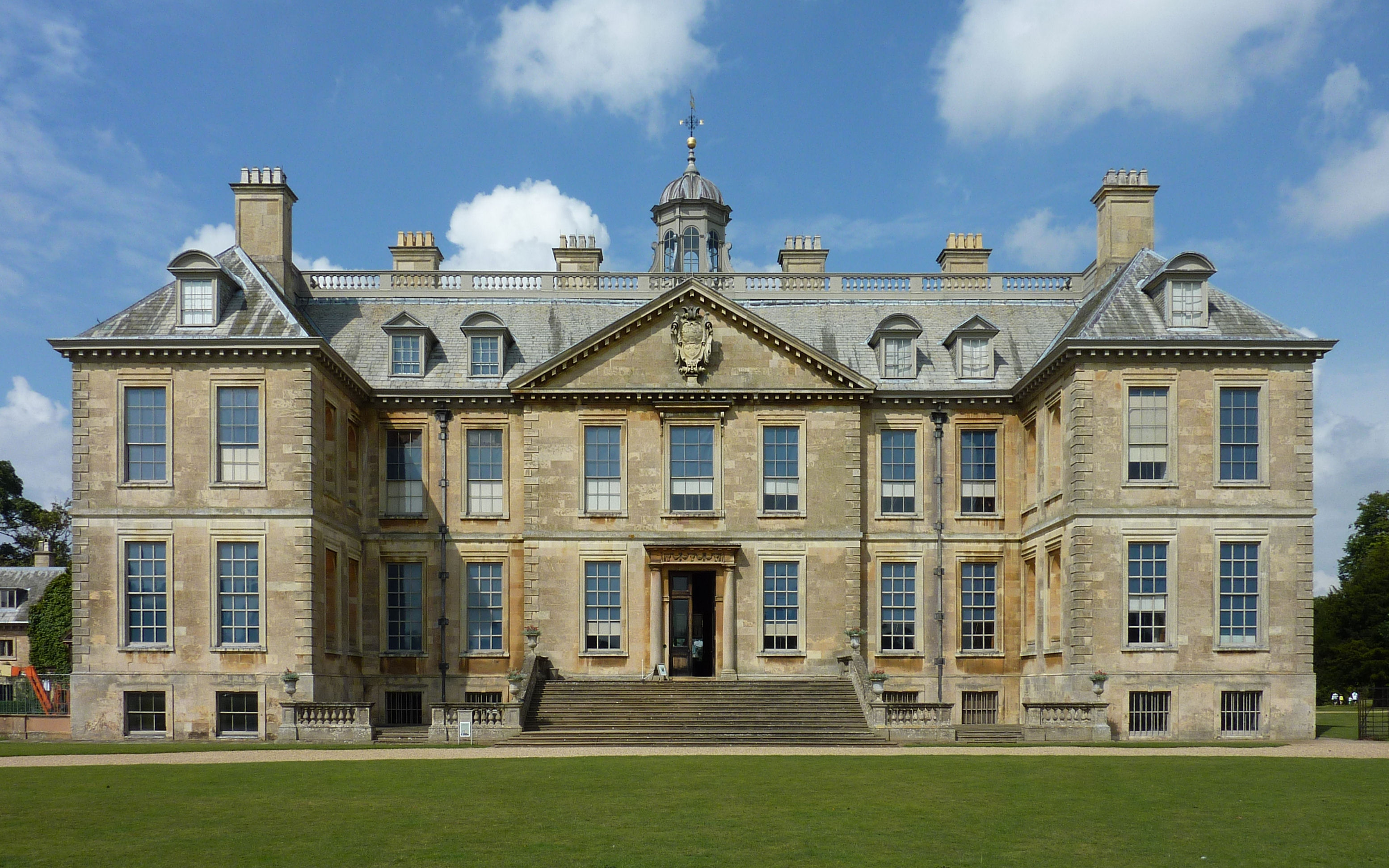
Belton House